# Complexul lacustru Preajba-Făcăi
Complexul lacustru Prejaba-Făcăi este o arie protejată de interes național ce corespunde categoriei a IV-a IUCN (rezervație naturală de tip acvatic) situată în județul Dolj, pe teritoriul administrativ al municipiului Craiova și al comunei Malu Mare.

## Localizare
Aria naturală se află în partea central-estică a județului Dolj, în nordul satului Preajba, în imediata apropiere a drumului național DN55, care leagă orașul de reședință al județului,   de portul Bechet.

## Descriere
Rezervația naturală a fost declarată arie protejată prin Legea Nr.5 din 6 martie 2000 (privind aprobarea Planului de amenajare a teritoriului național - Secțiunea a III-a - zone protejate) și se întinde pe o suprafață de 28 hectare. Aria naturală reprezintă un complex lacustru (lacuri, mlaștini, cursuri de apă, păduri aluviale, dune de nisip, terenuri arabile, pajiști) în nord-vestul Câmpiei Romanaților (o subdiviziune a Câmpiei Române aflată în partea vestică a acesteia) ce adăpostește o mare varietate de floră și faună specifică zonelor umede.

## Website oficial
www.arealprotejat.ro Arhivat în 6 mai 2014, la Wayback Machine.